# Darwins nothura
De Darwins nothura (Nothura darwinii) is een vogel uit de familie tinamoes (Tinamidae). De wetenschappelijke naam van de soort is voor het eerst geldig gepubliceerd in 1867 door Gray.

## Beschrijving
De darwins nothura wordt ongeveer 26 cm groot. De rug is bruin met vaalgele strepen, De buik is kastanjebruin en de borst zwart. De kruin is zwart met vaalgele strepen en de keel is wit.

## Voedsel
De darwins nothura eet vruchten op de grond of van lage struiken. Hij eet ook kleine ongewervelden, bloemen, wortels, zaden en bladeren.

## Voortplanting
Het mannetje paart met verschillende vrouwtjes, die hun nest in dicht struikgewas bouwen. Daarna broedt het mannetje de eieren uit en voedt hij de jongen op.

## Voorkomen
De soort komt voor van Peru tot het midden-zuiden van Argentinië en telt vijf ondersoorten:
- N. d. peruviana: zuidelijk Peru.
- N. d. agassizii: zuidoostelijk Peru en westelijk Bolivia.
- N. d. boliviana: westelijk Bolivia.
- N. d. salvadorii: westelijk Argentinië.
- N. d. darwinii: het zuidelijke deel van Centraal-Argentinië.

## Beschermingsstatus
Op de Rode Lijst van de IUCN heeft de soort de status veilig.